# 12.º Batallón Aéreo de Reemplazo
El 12.º Batallón Aéreo de Reemplazo (12. Flieger-Ersatz-Abteilung) fue una unidad de la Luftwaffe de la Alemania nazi.

## Historia
Fue formado el 1 de octubre de 1935, a partir del 2º Batallón Aéreo de Reemplazo. El 1 de abril de 1937 es redesignado como 17º Batallón Aéreo de Reemplazo. Reformado el 1 de abril de 1937 en Schönwalde a partir del 42º Batallón Aéreo de Reemplazo. El 1 de noviembre de 1938 es redesignado como 11.º Batallón Aéreo de Reemplazo. Reformado el 1 de noviembre de 1938 en Handorf a partir del 34º Batallón de Reemplazo Aéreo. El 1 de abril de 1939 es reasignado al I Grupo/12º Regimiento de Entrenamiento Aéreo.

## Comandantes
- Teniente coronel Oskar Kriegbaum (1 de octubre de 1935 – 31 de enero de 1936).
- Coronel Hans-Eberhard Gandert (1 de febrero de 1936 – 1 de abril de 1937).
- Coronel Graf Nikolaus von Luckner (1 de julio de 1938 – 1 de noviembre de 1938).
- Teniente coronel Rudolf Ortner-Weigand (1 de noviembre de 1938 – 31 de enero de 1939).
- Coronel Dipl.Ing. Josef Hilgers (1 de febrero de 1939 – 1 de abril de 1939).